# Yrsa Walldén
Yrsa Walldén, ursprungligen Ericsson, född 27 februari 1989 i Hällestads församling i Malmöhus län, röstades 2008 fram till lyssnarnas sommarvärd med sitt bidrag om Flickan längst bak i klassrummet. Programmet sändes den 16 juli, och med sina 19 år blev hon även den yngsta sommarvärden i Sommars historia. Yrsa är även författare och har gett ut tre böcker för unga vuxna.

## Författarskap
Yrsa Walldén debuterade med sin första bok år 2017 och skriver böcker om unga vuxna tjejer, bland annat med queera teman.
Utgivna böcker inkluderar titlarna "Allt jag inte sa", "Flickvänsmaterial" och "Du är min Bobby Jean".